# Grijskeelwaaierstaart
De grijskeelwaaierstaart (Rhipidura dahli) is een zangvogel uit de familie Rhipiduridae (waaierstaarten). Deze vogel is genoemd naar de Duitse zoöloog Friedrich Dahl.

## Verspreiding en leefgebied
Deze soort is endemisch in de bergen van de Bismarck-archipel die bij Papoea-Nieuw-Guinea hoort. Er zijn twee ondersoorten:
- R. d. dahli: Nieuw-Brittannië.
- R. d. antonii: Nieuw-Ierland.

## Status
De grootte van de populatie is niet gekwantificeerd maar de soort wordt omschreven als doorgaans schaars maar plaatselijk soms algemeen. Op de Rode lijst van de IUCN heeft deze soort de status niet bedreigd.